# Capnodiales
Capnodiales è un  ordine di funghi della classe Dothideomycetes. Un piccolo numero di questi funghi è anche in grado di parassitare l'uomo e gli animali, causando una micosi superficiale del pelo e dei capelli (Piedraia hortae). Appartengono a questo ordine il genere Septoria, che comprende oltre 1070 specie e che provocano parassitosi delle piante su cui causano macchie fogliari.